# Georges Rouy
Georges Rouy, född den 2 december 1851 i Paris, död den 25 december 1924 i Asnières-sur-Seine, var en fransk botaniker som var en av de första att identifiera infraspecifika taxa som underarter, varieteter och former.
Auktorsnamnet Rouy kan användas för Georges Rouy i samband med ett vetenskapligt namn inom botaniken; se Wikipediaartiklar som länkar till auktorsnamnet.